# Campeonato Mundial de Ciclismo en Ruta de 1982
Los Campeonatos del mundo de ciclismo en ruta de 1982 se celebraron en el circuito británico de Goodwood del 31 de agosto al 4 de septiembre de 1982. 

## Resultados
| Evento                     | Oro                                                                                        | Oro        | Plata                                                                        | Plata | Bronce                                                                 | Bronce |
| -------------------------- | ------------------------------------------------------------------------------------------ | ---------- | ---------------------------------------------------------------------------- | ----- | ---------------------------------------------------------------------- | ------ |
| Pruebas masculinas         |                                                                                            |            |                                                                              |       |                                                                        |        |
| Hombres - carrera en línea | Giuseppe Saronni · Italia                                                                  | 6h 42'22"  | Greg LeMond Estados Unidos                                                   | + 5"  | Sean Kelly Irlanda                                                     | + 7"   |
| Contrerreloj por equipos   | Países Bajos · Maarten Ducrot · Gerard Schipper · Gerrit Solleveld · Frits Van Bindsbergen | 2h 14' 09" | Suiza · Alfred Achermann · Daniel Heggli · Richard Trinkler · Urs Zimmermann | + 37" | Unión Soviética Youri Kashirin Oleg Logvin Sergej Voronin Oleg Chuzhda | + 44"  |
| Amateur - carrera en línea | Bernd Drogan República Democrática Alemana                                                 | 4h 17' 48" | Francis Vermaelen · Bélgica                                                  | + 8"  | Jurg Bruggmann · Suiza                                                 | + 8"   |
| Pruebas femeninas          |                                                                                            |            |                                                                              |       |                                                                        |        |
| Mujeres - carrera en línea | Mandy Jones Reino Unido                                                                    | 1h 13' 00" | Maria Canins · Italia                                                        | + 10" | Gerda Sierens · Bélgica                                                | + 10"  |